# Barrage de Chatou
Le barrage de Chatou est un barrage de régulation de la Seine en service en aval de Paris, en France.

## Premier barrage
Il s'agit d'un barrage mobile à vannes levantes doubles de régulation de la Seine en service en aval de Paris, en France, de 1933 à 2013.
Mise en service en juillet 1932 sur un bras de la Seine, il est démoli entre mai et septembre 2014 à la suite de la construction d'un nouvel ouvrage le remplaçant.

## Second barrage
Construit entre 2009 et 2013, il remplace le précédent ouvrage situé quelques mètres en aval. Le barrage, dessiné par l'architecte Luc Weizmann, est un des plus gros chantiers de génie civil de Voies navigables de France (VNF) en Île-de-France, il est réalisé par Bouygues Construction. Il est deux fois moins élevé que le précédent, à clapets et non plus à vannes levantes, et donc un peu plus discret. Il comporte aussi une passe à poisson qui permet d'assurer la continuité piscicole,